# Веллінгтон (острів)
Острів Веллінгтон (ісп. Isla Wellington, англ. Wellington Island) — найбільший острів архіпелагу Патагонія, розташований у регіоні Магальянес і Чилійська Антарктика, Чилі.

## Географія
Острів знаходиться у південних широтах Тихого океану, в провінції Ультіма-Есперанса, у регіоні Магальянес і Чилійська Антарктика, біля південної частини чилійського узбережжя, та відділений від нього довгими, вузькими протоками Канал Мессьєр (2-4 км) та Канал Віде (4-7 км). Протяжність з півночі на південь близько 155 км. Має площу — 5555,7 км² (3-тє місце у Чилі та 106-те в світі). Найбільша висота 1463 м, за іншими даними — 1520 м (197-ме місце серед ультра-піків Південної Америки). Острів материкового походження, являє собою затоплену частину Берегових Кордильєр зі слідами льодовикового впливу, з крутими берегами, які дуже порізані фіордами. Поверхня острова горбиста, порізана ярами, покрита рідкими лісами. Значна частина острова (південна) є частиною національного парк Бернардо О'Гіґґінс. Рідкі туристів, які відвідують острів, зазвичай подорожують на байдарках або йдуть у піші походи.
Населення острова Веллінгтон у 2017 році становило 340 осіб.

## Історія
Був відкритий європейцями після 1520 року, з відкриттям Магелланової протоки. Близько 6000 років тому був заселений індіанцями племені алакалуфи, які вели кочовий спосіб життя. Залишки цього народу проживають в єдиному на острові поселенні — Пуерто-Іден і займаються рибальством та лісорозробкою.

## Клімат
Регіон постійно потерпає через сильні західні вітри. У цій місцевості клімат визначають як «холодний помірний, дощовий» і поширюється від південної частини регіону Лос-Лагос і до Магелланової протоки. В цьому регіоні зафіксовано максимальну кількість опадів (острів Гуарелло) — близько 9000 мм на рік. Атмосферна хмарність висока, ясних днів дуже мало, середня температура повітря — +9 °C. Високі опади спостерігаються протягом усього року, хоча осінь є більш дощовою.

## Галерея

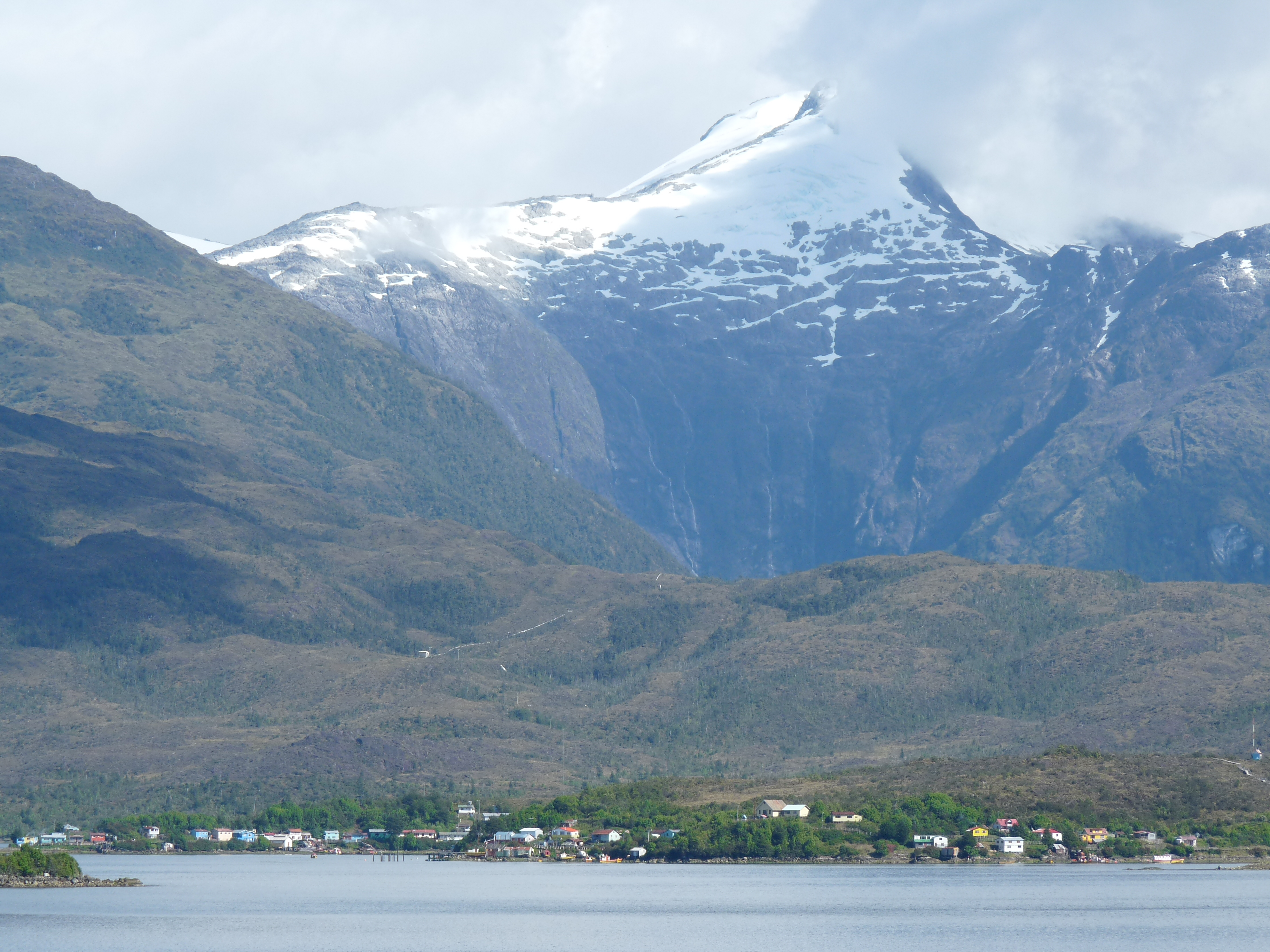
Найвища точка острова
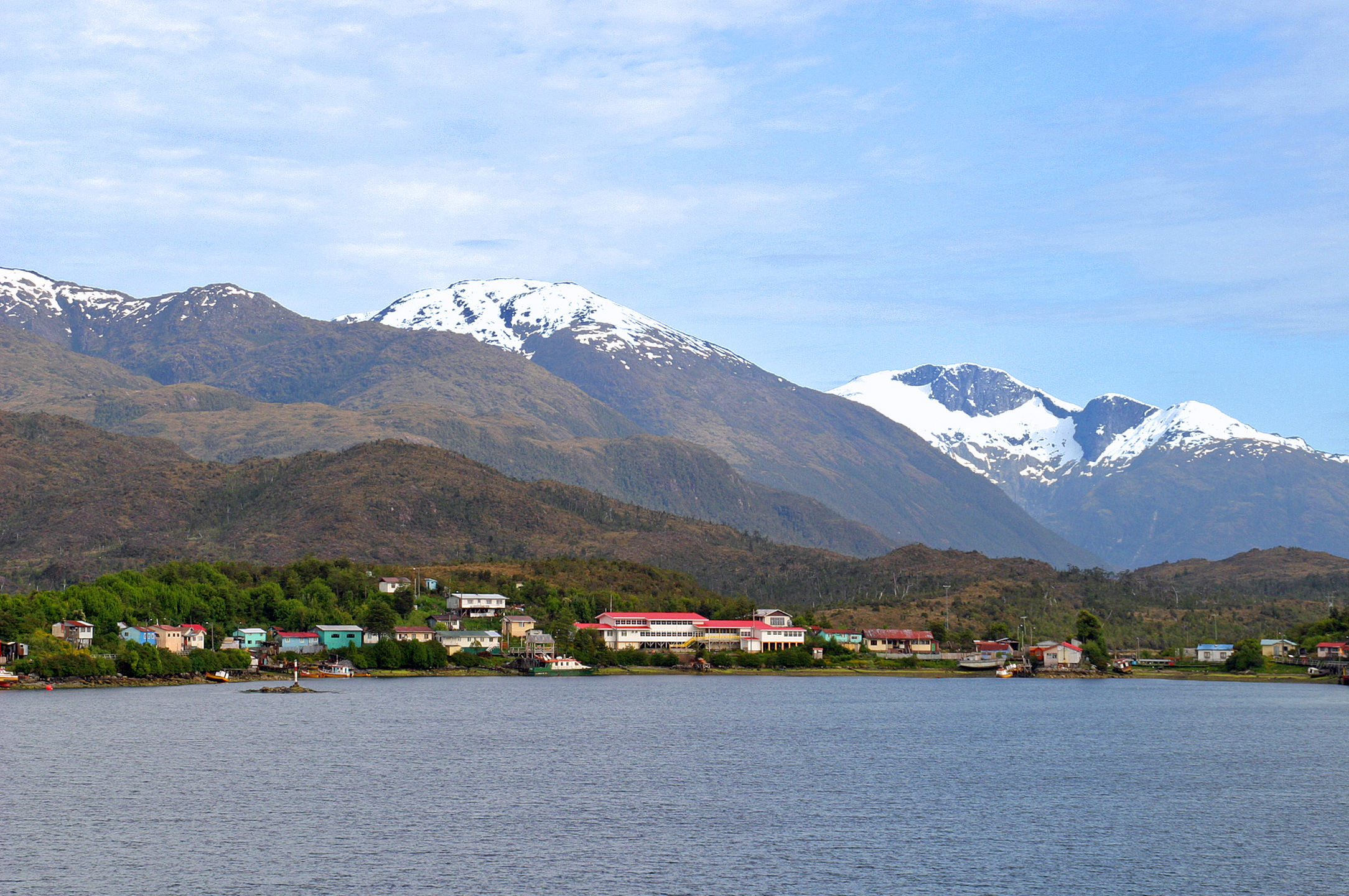
Поселення Пуерто-Іден
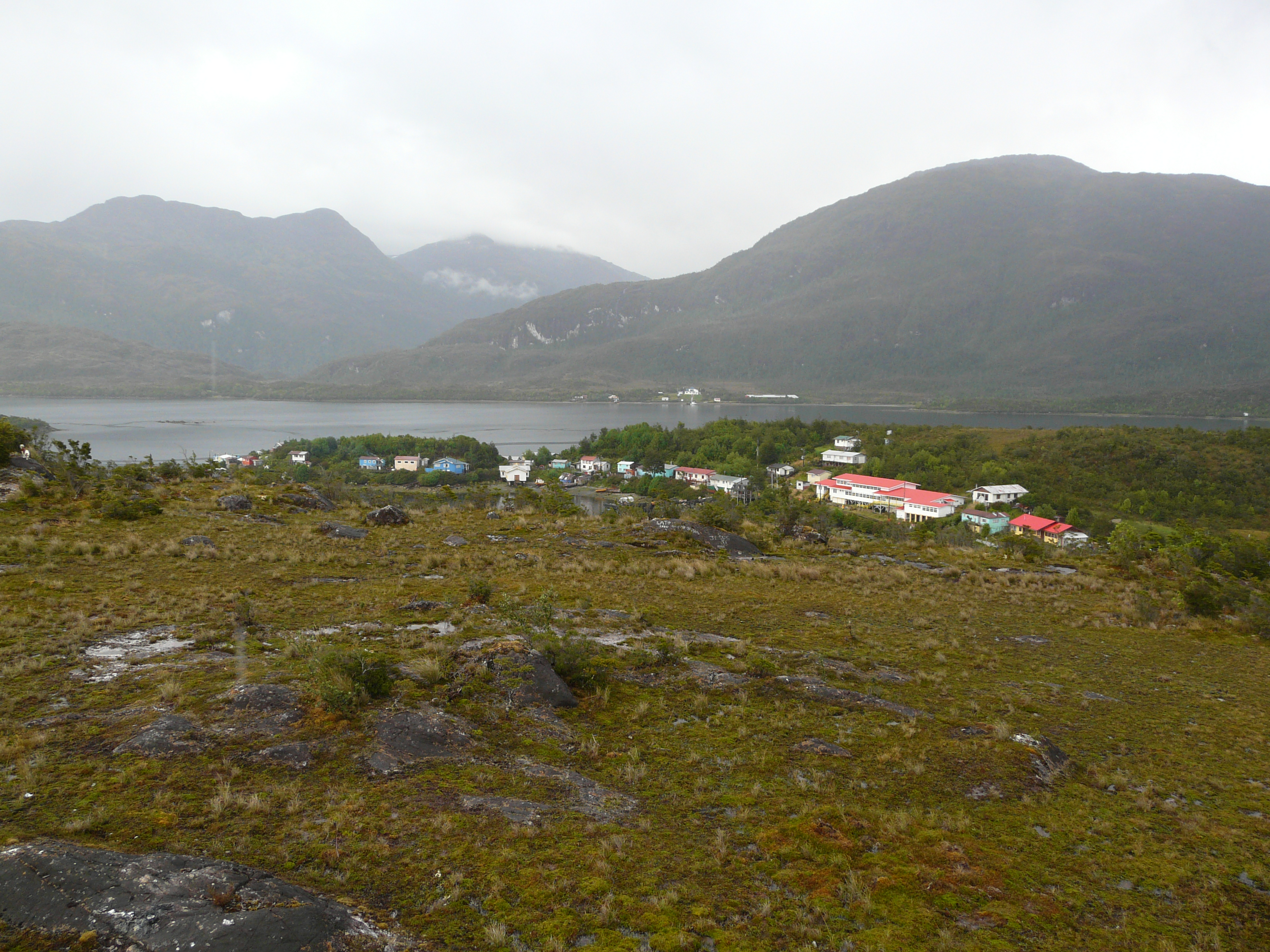
о. Веллінгтон, вид на материк